# 우주왕복선싸이드미러
우주왕복선싸이드미러는 대한민국의 음악 그룹이다. 2016년 싱글 [빌린빤쮸]로 데뷔했다.

## 방송
- 2019 헬로루키 (2019)
- 포커스 : Folk Us (2020) - Top16(11위)

## 수상
- EBS 스페이스 공감 올해의 헬로루키 대상 (2018)